# Chip & Chap: Nøddepatruljen
Chip & Chap: Nøddepatruljen (Chip 'n Dale Rescue Rangers) er en tegnefilmserie i 65 afsnit produceret af Disney 1989-1990 med de to kendte jordegern Chip og Chap i hovedrollerne. Sammen med den runde osteglade mus Monty, opfindermusen Dimsy og den lille flue Summa, tager de hele tiden ud for at løse nye mysterier

## Danske stemmer
- Chip: Pauline Rehné
- Chap: Remi Lewerissa
- Monty: Lars Thiesgaard
- Dimsy: Michelle Bjørn-Andersen
- Mr. Katz: Nis Bank-Mikkelsen

Øvrige stemmer:
- Donald Andersen
- Niels Weyde
- Jonathan Göransson
- Vibeke Hastrup
- Christian Clausen
- Ann Hjort

Titelsang sunget af: Michael Elo

## Episoder (ufuldstændige)
1. Superhund i knibe
2. De flyvende forbrydere
3. Jordnøddemysteriet
4. Held i uheld
5. Den mystiske cola-kult
6. Den mystiske mumie
7. Varulve-mysteriet
8. Gorilla-jagten
9. Nøddepatruljen og trolde- kongen

## Ekstern henvisning
- Chip & Chap: Nøddepatruljen på Internet Movie Database (engelsk)
- Chip & Chap: Nøddepatruljen på Rotten Tomatoes (engelsk)
- Chip & Chap: Nøddepatruljen på Metacritic (engelsk)
- Chip & Chap: Nøddepatruljen hos The Movie Database (engelsk)
- Chip & Chap: Nøddepatruljen hos TheTVDB (engelsk)
- Chip & Chap: Nøddepatruljen hos TV.com (engelsk)
- Chip & Chap: Nøddepatruljen Arkiveret 23. januar 2022 hos  Wayback Machine

| Fjernsyn | Spire Denne artikel om et tv-program er en spire som bør udbygges. Du er velkommen til at hjælpe Wikipedia ved at udvide den. |